# اگنت نیلسن
اگنت نیلسن (انگلیسی: Agnete Nielsen؛ زادهٔ ۱۵ آوریل ۱۹۹۹) بازیکن فوتبال اهل دانمارک است.

وی همچنین در تیم‌های ملی فوتبال Denmark women's national under-17 football team و Denmark women's national under-19 football team بازی کرده‌است.